# Günter Weninger
Günter Weninger (* 27. August 1940 in Wiener Neustadt; † 4. April 2016) war ein österreichischer ÖGB-Gewerkschaftsfunktionär. Er gehörte der SPÖ an.

## Jugend und Ausbildung
Von 1955 bis 1960 absolvierte er eine Lehre als Elektroinstallateur. Von 1960 bis 1962 arbeitete er als Krankenkontrollor der NÖGKK. 1969 holte er die Matura nach und studierte anschließend Volkswirtschaftslehre.

## Karriere in der Gewerkschaftsjugend
Von 1962 bis 1963 war er Jugendsekretär des ÖGB. Von 1964 bis 1974 Landesjugendobmann des ÖGB Niederösterreich. Von 1966 bis 1974 war er auch Mitglied im ÖGB-Jugendpräsidium.

## Karriere in der Gewerkschaft
Von 1986 bis 2006 war Weninger im Präsidium des ÖGB. Von 1991 bis 2003 war er Vorsitzender der Gewerkschaft der Gemeindebediensteten sowie Vizepräsident des ÖGB. Ab 1997 war er Verantwortlicher im ÖGB für den Bereich Finanzen und Aufsichtsratsvorsitzender der BAWAG als Nachfolger von Herbert Tumpel.

### BAWAG-Affäre
In seine Funktionsperiode als Aufsichtsratsvorsitzender der BAWAG fiel die BAWAG-Affäre. Er genehmigte die exorbitant hohen Gagen für Helmut Elsner und verpfändete mit Fritz Verzetnitsch im Jahr 2000 heimlich das Vermögen des ÖGB zur Abdeckung der BAWAG-Verluste. Dazu und um die Beteiligung des ÖGB an dem amerikanischen Broker Refco zu tarnen, gründete er in Liechtenstein diverse Stiftungen wie Dessana.
Im ersten BAWAG-Prozess wurde er am 7. Juli 2008 nicht rechtskräftig zu zweieinhalb Jahren Haft (davon 2 Jahre bedingt) verurteilt. Das Urteil wurde vom OGH im Dezember 2010 aufgehoben und zur Neuverhandlung an die erste Instanz zurückverwiesen. Im zweiten BAWAG-Prozess erfolgte schließlich am 18. Dezember 2012 der Freispruch vom Vorwurf der Untreue, wegen Bilanzdelikten beim ÖGB wurde Weninger zu einer bedingten Haftstrafe von 1 Monat verurteilt, das Urteil ist rechtskräftig.

## Privates
Weninger war verheiratet und Vater dreier Kinder. Nach langer Krankheit verstarb er am 4. April 2016. Er wurde am Wiener Neustädter Friedhof bestattet.